# Oleg Tsarev
Pour les articles homonymes, voir Tsarev.
Oleg Anatolievitch Tsarev ou Tsariov (en russe : Олег Анатольевич Царёв, en ukrainien : Олег Анатолійович Царьов - Oleh Anatoliyovytch Tsarov), né le 2 juin 1970 à Dnipropetrovsk (URSS) est un homme politique ukrainien et le président du Parlement de Novorossia.

## Biographie

### Formation
Il est diplômé de l'Institut d'ingénierie physique de Moscou en 1992.

### Carrière professionnelle
Tsaryov commence sa carrière en 1992 comme ingénieur production chez « Avteks », une petite entreprise à Dnipropetrovsk. En 1993 il devient chef de la compagnie d'assurance financière ukrainienne "Confidence". Après avoir quitté Confidence en 1995, il occupe successivement des postes de direction au Centre informatique de Dnipropetrovsk Ltd, puis dans une société appelée Silicon Valley (Кремниевая долина долина), ainsi qu'à l'usine de papier de Dnipropetrovsk (Днепропетровская бумажная фабрика).
Sa société « Dniprobuminvest » fait faillite en mars 2014.

### Carrière politique
En 2002 il est élu à la rada, qui est le parlement ukrainien, sur la liste du parti des régions, un parti russophile.
Le 20 novembre 2013, la veille du refus par le gouvernement ukrainien de signer l’accord d’association avec l’Union européenne, il dénonçait à la Rada l’ingérence des États-Unis via leur ambassade à Kiev, les accusant de travailler au déclenchement d’une guerre civile en Ukraine, notamment par le biais des TechCamps.
En 2014, exclu du parti des régions, il pose sa candidature à l’élection présidentielle, puis est contraint de se désister le 29 avril. En effet, il avait été pris dans un guet-apens, roué de coups et menacé de mort par une foule à la sortie d'un studio de télévision. Sur le plateau de l'émission de la chaîne ukrainienne ICTV , des journalistes ont affirmé qu'il avait tenu des propos favorables à une intervention armée de la Russie en Ukraine. Ses gardes du corps ont été dépassés par la foule après que l'on eut trouvé des armes dans son véhicule. Il a été molesté par la foule avant de rejoindre une ambulance. Des militants du parti Svoboda se sont emparés de lui et l'ont emmené au bureau du procureur. Plus tard, il a affirmé aux journalistes « Je n' ai pas demandé l'envoi de troupes russes. Je m'y oppose catégoriquement. Je suis contre l'ingérence d'un tiers dans les affaires de l'Ukraine. Tant que nous n'aurons pas appris à nous écouter, l'Ukraine n'aura aucune chance ».  
Depuis le 12 mai 2014, Tsarev figure sur la liste des personnalités touchées par les sanctions européennes à l'encontre de la Russie pour avoir proclamé la création de l’état fédéral de Nouvelle-Russie. Son immunité parlementaire lui a été retirée le 3 juin 2014.
Depuis le 26 juin 2014, il exerce la fonction de président du Parlement de Novorossia (Nouvelle-Russie). 
Il reçoit un chèque d'un million de roubles (environ 15 000 euros) de la soprano Anna Netrebko destiné à l'Opéra de Donetsk.  
Le 20 mai 2015, il annonce la fin de la confédération Novorossia, du fait que celle-ci n'est pas conforme aux accords de Minsk II.
Oleg Tsariov ou Tsarev est recherché pour meurtres de masse et complicité lors des évènements de Kiev. Ihor Kolomoïsky offre même un million de dollars à celui qui l'assassinera. 
Le 27 octobre 2023, il est, d’après les autorités russes, victime d’une tentative d’assassinat à Yalta et est grièvement blessé par balles,.

### Vie privée
Il est marié et père de 2 filles, nées en 1999 et 2003, ainsi que d'un garçon né en 1995. Ils font leurs études au Royaume-Uni,.